# 卜老語
卜老语是一种在越南西北部莱州省使用的壮傣语支语言。